# Kong Yaqi
Kong Yaqi (chinesisch 孔雅琪; * 24. Januar 2008 in Anhui) ist eine chinesische Schwimmerin. Sie gewann bei Olympischen Spielen eine Bronzemedaille.

## Sportliche Karriere
Kong Yaqi nahm 2023 erstmals an chinesischen Meisterschaften teil. Ihre beste Einzelplatzierung bei den Frühjahrsmeisterschaften war der 12. Platz über 800 Meter Freistil. Bei den Meisterschaften im Dezember wurde sie Neunte über 200 Meter Freistil. Im April 2024 wurde sie Fünfte über 200 Meter Freistil. Bei den Olympischen Spielen in Paris erreichte die 4-mal-200-Meter-Freistilstaffel mit Tang Muhan, Kong Yaqi, Ge Chutong und Liu Yaxin das Finale mit der drittschnellsten Vorlaufzeit. Im Endlauf schwammen Yang Junxuan, Li Bingjie, Ge Chutong und Liu Yaxin zehn Sekunden schneller als die Vorlaufstaffel und wurden Dritte hinter den Australierinnen und dem Quartett aus den Vereinigten Staaten.